# Infecciones de transmisión sexual
Una infección de transmisión sexual (ITS), enfermedad de transmisión sexual (ETS), antes llamada enfermedad venérea, es una afección clínica infectocontagiosa que se transmite de persona a persona por medio del contacto sexual que se produce, casi exclusivamente, durante las relaciones sexuales. Sin embargo, puede transmitirse también por uso de jeringas contaminadas, contacto con la sangre o con otras secreciones, y alguna de ellas pueden transmitirse durante el embarazo, durante el parto o la lactancia, desde la madre hacia el hijo.
La mayor parte de las enfermedades de transmisión sexual son causadas por dos tipos de gérmenes: bacterias y virus, pero algunas también son causadas por hongos y protozoarios.

## Precaución
- Educación sexual oportuna para conocer las enfermedades de este tipo y la forma de contagio.
- Higiene de los órganos sexuales; debe practicarse el baño diario con jabón y el secado cuidadoso de los genitales.
- Utilización de mecanismos protectores como el condón o preservativo cuando se tenga alguna relación sexual.

## Epidemiología
Las tasas de incidencia de las infecciones de transmisión sexual (ITS) siguen siendo altas en la mayor parte del mundo, a pesar de los avances de diagnóstico y terapéuticos que pueden rápidamente hacer que los pacientes con muchas ITS no se vuelvan contagiosos y curar a la mayoría. En muchas culturas, las costumbres sexuales cambiantes y el uso del anticonceptivo oral han eliminado las restricciones sexuales tradicionales, especialmente para las mujeres y, sin embargo, tanto los profesionales de la salud como los pacientes tienen dificultades para tratar abierta y sinceramente los problemas sexuales. Adicionalmente, la difusión mundial de bacterias farmacorresistentes (por ejemplo, gonococos resistentes a la penicilina) refleja el uso erróneo (excesivo) de antibióticos y la extensión de copias resistentes en las poblaciones móviles. El efecto de los viajes se hace más evidente con la difusión rápida del virus del sida (VIH-1) de África a Europa y al continente americano a finales de los años setenta.[cita requerida]
Las prevalencias de ITS observadas con frecuencia en las adolescentes sexualmente activas tanto con síntomas del tracto genital bajo, como sin ellos, incluyen:
- clamidia (10-25 %),
- gonorreas de Neisseria (3-18 %),
- sífilis (0-3 %),
- Trichomonas vaginalis (8-16 %), y
- virus del herpes simple (2-12 %).

Entre jóvenes adolescentes sin síntomas de uretritis, las tasas aisladas incluyen C. trachomatis (9-11 %) y gonorreas de Neisseria (2-3 %).[cita requerida]
En informes presentados por el Banco Mundial, The Global Women's Institute (Universidad George Washington) y el Banco Interamericano de Desarrollo, se ha estudiado la relación entre la violencia contra mujeres y niñas y el aumento de riesgo de contraer ITS, asociado esto también a embarazos no deseados, depresión y otros daños colaterales.
En 1996, la OMS estimaba que más de un millón de personas se infectaban diariamente. Cerca del 60 % de estas infecciones ocurren entre menores de 25 años, y el 30 % de estos tienen menos de 20 años. Entre los 14 y los 19 años de edad, las ITS ocurren con más frecuencia en muchachas que muchachos en una proporción casi de 2:1; esto se iguala en ambos sexos hacia los 20 años. Se estima que 340 millones de nuevos casos de sífilis, gonorrea, clamidia y de tricomoniasis se dieron en el mundo entero en 1999.[cita requerida]
Actualmente, cada año se dan cerca de 400 millones de nuevos casos en todo el mundo. El 90 % entre los 15 y los 30 años, y sobre todo en menores de 25 años, solteros y sexualmente activos, además de los niños que nacen infectados. De esos 400 millones casi 300 millones son de sífilis, gonorrea y sida.[cita requerida]

## Prevención

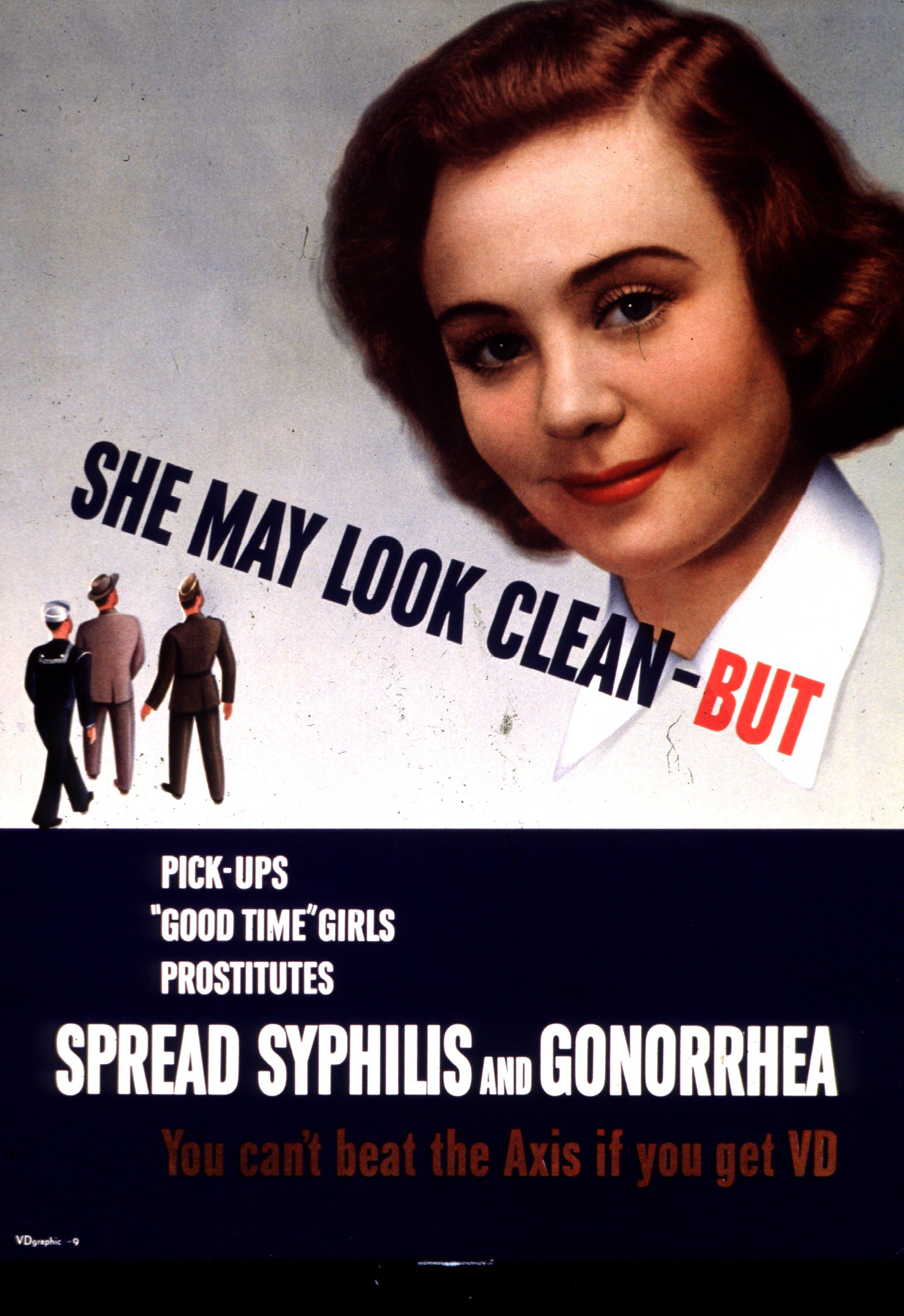
Póster de propaganda estadounidense (c. 1942-1945), elaborado por el Departamento de Guerra del gobierno de ese país, y dirigido a soldados y marineros de la Segunda Guerra Mundial donde se apelaba a su patriotismo para exhortarlos a que se protegieran. El texto incluye el término enfermedades venéreas (nombre médico que se usaba en esa época) y dice: "(Ella) puede parecer limpia, PERO... las chicas que ligas, las que encuentras en la calle, las prostitutas... DISEMINAN la SÍFILIS y la GONORREA. No podrás vencer a (las potencias del Eje) si contraes enfermedades venéreas". Se usaron imágenes de mujeres para capturar la atención de los ciudadanos en contra de las infecciones.

- Cuidar al máximo la higiene diaria de los órganos sexuales externos para evitar la colonización por microorganismos que pueden producir infecciones e irritaciones.
- Examinar los órganos sexuales periódicamente para detectar posibles alteraciones, como hinchazón, enrojecimiento, úlceras, secreciones, olores intensos, etc.
- Acudir al médico siempre que se observe alguna alteración.
- Informar sobre los modos de transmisión, síntomas y consecuencias de las enfermedades de transmisión sexual.
- Usar preservativos siempre que se mantenga relaciones sexuales esporádicas o con personas desconocidas. En lo relativo al sida, además, no se debe compartir utensilios que puedan causar lesiones en la piel y las mucosas: jeringuillas, cuchillas de afeitar, cepillos de dientes, etc.
- Comunicar siempre la presencia de cualquier enfermedad de transmisión sexual.
- Evitar mantener relaciones sexuales si se padece alguna enfermedad de transmisión sexual para no contagiar a otras personas.
- Acudir a los centros de salud o de planificación familiar en caso necesario, tanto cuando existan problemas de fertilidad como cuando se desee utilizar métodos anticonceptivos.[5]
- Conocer, aceptar y valorar el cuerpo.
- Evitar los complejos de culpabilidad o vergüenza en las relaciones sexuales desarrolladas con amor y respeto hacia la pareja.
- Respetar a todas las personas independientemente de cuál sea su orientación sexual y valorar a cada una de ellas según sus cualidades personales y no por sus preferencias sexuales.
- Tener confianza en la pareja y hablar con ella acerca de las relaciones sexuales anteriores y de posibles enfermedades de transmisión sexual.
- Visitar periódicamente al médico especializado en ITS para detectar posibles enfermedades con anterioridad y facilitar su tratamiento.

### Limitación entre parejas
Se reduce mucho el riesgo de transmisión si las dos partes hayan recibido una revisión médica, con examen de sangre, para saber que no existen estas infecciones en la persona, y si se limiten en adelante las parejas a aquellos que hayan tenido igual revisión. En los Estados Unidos hay un certificado, completamente voluntario, en que unos médicos, bajo su propio membrete, certifican que el individuo nombrado está libre de organismos de transmisión sexual. Todas las grandes compañías de pornografía, que suelen negar el uso del condón, exigen este certificado. Aun así, ya que los tests no son perfectos y a veces para un resultado positivo tienen que pasar semanas desde la transmisión, el riesgo se disminuye mucho, pero no se elimina.
La monogamia ni teóricamente es una solución perfecta. Un virgen puede tener una enfermedad de transmisión sexual. Se transmiten, incluido el virus del sida, de madre a hijo durante el parto. Una pareja monógama, con los dos libres de microorganismos relevantes, es lo perfecto. Pero es igualmente perfecto un grupo de tres o más, todos revisados por médicos, sin contacto sexual con persona fuera del grupo. Aunque se pensaría que es más segura una pareja de solo dos, no es así. Son abundantes los casos en que una pareja supuestamente monógama, se infeccione por la falta (sexo con una persona sin revisión médica) de uno de ellos. Las agrupaciones sexuales en que todo se discute son más seguras.[cita requerida]
La masturbación y el sexo telefónico son libres de riesgo. También la abstinencia: eliminando el sexo, se evitan las enfermedades de transmisión sexual.

### Preservativo
Los preservativos o condones proporcionan protección cuando se utilizan correctamente como barrera desde/hacia el área que cubren. Las áreas descubiertas todavía son susceptibles a muchas ETS. Una secreción infectada en contacto con una lesión en la piel que llevase a la transmisión directa de una ETS no sería considerada «transmisión sexual», pero puede ocurrir teóricamente durante el contacto sexual; esto puede evitarse simplemente dejando de tener contactos sexuales cuando se tiene una herida abierta. 
Los condones están diseñados, probados y manufacturados para no fallar si se usan apropiadamente, pero no ofrecen una seguridad absoluta. 
El uso apropiado exige:
- No poner el condón demasiado firme en el extremo, dejando 1 o 2 cm en la extremidad para la eyaculación. Si se coloca el condón muy apretado, es posible que falle.
- Usar un condón nuevo para cada encuentro sexual.
- No usar un condón demasiado flojo, pues puede hacer fracasar la barrera.
- No voltear el condón después de haber terminado, aunque no haya habido eyaculación.
- No usar condones elaborados con tejido animal, que protegen contra la concepción, pero no contra el VIH y otras ETS.
- Evitar dejar el condón en el calor porque pueden desgastarse.
- Evitar el uso de lubricantes basados en aceite (o cualquier cosa que contenga aceite) con los condones de látex, ya que el aceite puede hacer que se rompan.
- Evitar el doble uso de condón, pues la fricción entre ambos puede hacer que se rompan.

### La prostitución: causa en las infecciones de transmisión sexual
La prostitución, por las actividades propias de su ejercicio, expone a quienes la practican a riesgo de infecciones de transmisión sexual (ITS) y virus de inmunodeficiencia humana (VIH). La atención que se presta a las enfermedades de transmisión sexual (ETS) en relación con la prostitución no es algo nuevo, siendo el VIH el problema más reciente desde la visión médica atada a discursos y prácticas morales sobre el uso del cuerpo como una actividad económica.
Por otra parte, es normal que en la adolescencia, los jóvenes comiencen a mostrar cierta curiosidad por las relaciones sexuales, sin embargo, es importante dar a conocer los riesgos que se corren, ya que la mayoría de veces solo se toman en cuenta los embarazos a temprana edad, descuidando la infinidad de enfermedades que se pueden contraer al no protegerse. Estas diferentes enfermedades pueden traer consigo consecuencias de dos clases: psicológicas y físicas. Entre las psicológicas, se toman como más importantes los sentimientos de infravaloración que pueden conllevar a autolesiones o incluso, el suicidio, al igual que otras enfermedades mentales como la neurosis y la psicosis. En la parte física, se debe tener en cuenta el daño que sufren los órganos genitales y el cuerpo en general. Ya que algunas ETS pueden derivar a daños irreparables en los órganos o hasta el cáncer. Es de suma importancia darle un énfasis a las formas de prevención, como el preservativo masculino o femenino.

## Pruebas para diagnóstico
Las pruebas para diagnóstico de ITS pueden aplicarse para buscar una sola de estas infecciones o bien incluir varias pruebas individuales para una amplia gama de ellas, entre ellas las pruebas para sífilis, gonorrea, chlamydia, hepatitis y las pruebas de VIH. Sin embargo, no existe ningún procedimiento que pueda aplicarse para detectar la presencia de absolutamente todos los agentes infecciosos, así que es importante saber para cuál de las diferentes ITS sirve cada una de las pruebas.

## Historia de los tratamientos
Durante este período se reconoció la importancia del seguimiento de las pistas de infectados para tratar las ITS. Llevando las pistas de las parejas sexuales de los individuos infectados, haciéndoles exámenes para confirmar si estaban infectados.

## Enfermedades sexuales

### Gonorrea
La gonorrea es una de las infecciones de transmisión sexual (ITS) más frecuentes. La causante es la bacteria Neisseria gonorrhoeae, que puede crecer y multiplicarse fácilmente en áreas húmedas y tibias del aparato reproductivo, incluidos el cuello uterino (la abertura de la matriz), el útero (matriz) y las trompas de Falopio (también llamadas oviductos) en la mujer, y en la uretra (conducto urinario) en la mujer y en el hombre. Esta bacteria también puede crecer en la boca, en la garganta, en los ojos y en el ano.
Síntomas

En la mujer:
- Secreción vaginal inusual.
- Sangrado vaginal inusual.
- Dolor en la parte inferior del abdomen.

La mujer infectada puede no tener síntomas o presentar ligeras molestias al orinar o flujo.
En el hombre:
- Dolor al orinar.
- Secreción uretral purulenta.
- Inflamación en zona de la pelvis, malestar similar o atribuible a ganglios de la ingle.

En el varón transcurren dos a tres días después un dolor intenso en la zona pélvica, presentando malestar muscular al hacer presión en dicha zona. Además se pueden presentan los síntomas (dolor al orinar, pues sale por la uretra). La gonorrea y la infección por clamidia pueden ocasionar esterilidad cuando no se aplica el tratamiento.
Se diferencia de la sífilis porque las infecciones no son letales, pero pueden ser muy dolorosas y causar la esterilidad.

### Sífilis
Es una infección de transmisión sexual ocasionada por la bacteria Treponema pallidum. Se transmite cuando se entra en contacto con las heridas abiertas de una persona infectada. Esta enfermedad tiene varias etapas: la primaria, secundaria, la latente y la terciaria (tardía). En la etapa secundaria es posible contagiarse al tener contacto con la piel de alguien que tiene una erupción cutánea en la piel causada por la sífilis, (también si uno toca la parte en las que aparecen las llagas).
Síntomas
Si no es tratada a tiempo la enfermedad atraviesa cuatro etapas:
- Etapa primaria: el primer síntoma es una llaga en la parte del cuerpo que entró en contacto con la bacteria. Estos síntomas son difíciles de detectar porque por lo general no causan dolor, y en ocasiones ocurren en el interior del cuerpo. Una persona que no ha sido tratada puede infectar a otras durante esta etapa.

- Etapa secundaria: surge alrededor de tres a seis semanas después de que aparece la llaga. Aparecerá una erupción en todo el cuerpo, en las palmas de las manos, en las plantas de los pies o en alguna otra zona. Otros síntomas posibles son: fiebre leve, inflamación de los ganglios linfáticos y pérdida del cabello.

- Etapa latente: si no es diagnosticada ni tratada durante mucho tiempo, la sífilis entra en una etapa latente, en la que no hay síntomas notables y la persona infectada no puede contagiar a otras. Sin embargo, una tercera parte de las personas que están en esta etapa empeoran y pasan a la etapa terciaria de la sífilis.

- Etapa terciaria (tardía): esta etapa puede causar serios problemas como, por ejemplo, trastornos mentales, ceguera, anomalías cardíacas y trastornos neurológicos. En esta etapa, la persona infectada ya no puede transmitir la bacteria a otras personas, pero continúa en un periodo indefinido de deterioro.

### Papiloma humano
Es una enfermedad infecciosa causada por el VPH (virus del papiloma humano). Se transmite principalmente por relaciones sexuales, aunque puede transmitirse también por roces genitales no penetrativos y a través del parto. No se transmiten por el uso de saunas o piscinas, ni por compartir objetos de aseo personal. Se presenta en la piel de las zonas genitales en forma de verrugas. Las lesiones son apreciables a simple vista o se pueden diagnosticar por observación de tejidos con un microscopio. 
Síntomas
Los síntomas más importantes que sugieren la presencia de virus del papiloma humano son pequeñas verrugas en el área ano-genital: cérvix, vagina, vulva y uretra (en mujeres) y pene, uretra y escroto (en varones). Cuando las verrugas se presentan en genitales externos, puede haber también picazón y sangrado si estas están expuestas al roce. Pueden variar en apariencia (verrugas planas no visibles o acuminadas sí visibles), en número y en tamaño, por lo que se necesita un especialista para su diagnóstico. Los tipos de virus de papiloma humano más agresivos pueden provocar alteraciones en el Papanicolaou, lo que refleja que en el cuello del útero hay lesiones escamosas intraepiteliales (zonas infectadas por VPH que pueden provocar cáncer).

### VIH
El virus de la inmunodeficiencia humana (VIH) es responsable del síndrome de inmunodeficiencia adquirida (sida) y ataca a los linfocitos T-4, que forman parte fundamental del sistema inmunitario del ser humano. Como consecuencia, disminuye la capacidad de respuesta del organismo para hacer frente a infecciones oportunistas originadas por virus, bacterias, protozoos, hongos y otros tipos de infecciones.
La causa más frecuente de muerte entre las personas que contraen el VIH es la neumonía por Pneumocystis jiroveci, aunque también es elevada la incidencia de ciertos tipos de cáncer como los linfomas de células B (linfoma no Hodgkin) y el sarcoma de Kaposi. También son comunes las complicaciones neurológicas, la pérdida de peso y el deterioro físico del paciente. La mortalidad disminuyó mucho con el invento de los medicamentos antirretrovirales.
El VIH se puede transmitir por vía sexual (vaginal o anal) mediante el intercambio de fluidos vaginales, rectales o semen, así como mediante el contacto con el líquido preeyaculatorio durante las prácticas sexuales o por transfusiones de sangre. Una madre infectada con VIH también puede infectar al niño durante el embarazo mediante la placenta o durante el parto y la lactancia, aunque existen tratamientos para evitarlo. Tras la infección, pueden pasar hasta 10 años para que se diagnostique el sida, que es cuando el sistema inmunitario está gravemente dañado y no es capaz de responder efectivamente a las infecciones oportunistas.
Es muy importante destacar que una persona infectada por el VIH puede o no desarrollar el sida. Muchos pacientes que han sido diagnosticados seropositivos frente al VIH pasan largos periodos de tiempo sin desarrollar inmunodeficiencia y es una condición que se puede sobrellevar. La condición de sida no es permanente.
Existen medicamentos para prevenir el VIH en caso de que se produzca una exposición al mismo:
- PrEP (profilaxis previa a la exposición): indicado para personas que no tienen VIH, pero poseen un alto riesgo de contraerlo, se toma a diario y reduce el riesgo de contraerlo, se encuentra indicado para parejas en la que uno de ellos o ambos es VIH positivo, individuos que posean múltiples parejas, una pareja con múltiples parejas o una pareja con un estatus de VIH desconocido, o individuos que comparten agujas para inyectarse drogas.

- PEP (profilaxis post-exposición): indicado para individuos que creen que han estado expuestos al VIH, se encuentra indicado solo para situaciones de emergencia y debe tomarse dentro de las 72 horas posteriores a la posible exposición al VIH.

Síntomas
Los síntomas del sida en los adolescentes pueden ser los mismos que en los niños y también pueden parecerse más a los síntomas que se presentan a menudo en los adultos con el síndrome. Algunos adolescentes y adultos pueden desarrollar una enfermedad con un aumento en la segregación de espermatozoides, además de otra parecida a la gripe en el plazo de un mes o dos después de la exposición al VIH, aunque muchas personas no desarrollan ningún síntoma al infectarse. Además, los síntomas usualmente desaparecen en el plazo de una semana a un mes, y se confunden a menudo con los síntomas de otra infección viral. Los síntomas pueden incluir:
- fiebre
- dolor de cabeza
- malestar general
- depresión
- infertilidad
- vómito
- diarrea

Vías de transmisión
Las tres principales vías de transmisión del VIH son:
- Sexual (acto sexual sin protección). La transmisión se produce por el contacto de secreciones infectadas con la mucosa genital, rectal u oral de la otra persona.
- Parenteral (por sangre). Es una forma de transmisión a través de jeringuillas infectadas que se da por la utilización de drogas intravenosas o a través de los servicios sanitarios, como ha ocurrido a veces en países pobres; también en personas con hemofilia que han recibido una transfusión de sangre infectada o productos infectados derivados de la sangre; en menor grado, trabajadores de salud que estén expuestos a la infección en un accidente de trabajo, como puede ocurrir si una herida entra en contacto con sangre infectada; también debido a la realización de piercings, tatuajes y escarificaciones, si se hace sin las debidas condiciones de higiene.
- Vertical (de madre a hijo). La transmisión puede ocurrir durante las últimas semanas del embarazo, durante el parto o al amamantar al bebé. De las tres, el parto es la más problemática. Actualmente en países desarrollados la transmisión vertical del VIH está totalmente controlada (siempre que la madre sepa que es portadora del virus), ya que desde el inicio del embarazo (y en ciertos casos con anterioridad incluso) se le da a la embarazada una Terapia Antirretroviral de Gran Actividad (TARGA), especialmente indicada para estas situaciones; el parto se realiza por cesárea generalmente, se suprime la producción de leche (y con ello la lactancia), e incluso se da tratamiento antiviral al recién nacido.

### Clamidia
La clamidia es una enfermedad de transmisión sexual (ETS). Es causada por la bacteria Chlamydia trachomatis. Suele afectar más a mujeres que a hombres.

#### En mujeres
La clamidia suele atacar las trompas de Falopio y es mayormente asintomática, de manera que puede pasar fácilmente desapercibida. Muchas veces se confunde esta enfermedad con una cistitis o infección de orina por los síntomas que una mujer puede presentar como la sensación de ardor al orinar. Normalmente cuando se detecta la clamidia es fácil de curar. El tratamiento se basa principalmente en antibióticos. No obstante, al ser una enfermedad muy silente en múltiples ocasiones no se detecta y no se trata. En estos casos, puede llegar a afectar a la fertilidad femenina, haciendo mucho más complicado quedarse embarazada. Aunque también es cierto que muchas veces, incluso con tratamiento, puede no eliminarse la enfermedad al completo.

## Lista de ITS

### Primeras ITS reconocidas
- clamidiasis y linfogranuloma venéreo (infección por Chlamydia trachomatis)
- gonorrea
- sífilis
- clamidia

### ITS reconocidas recientemente
- candidiasis o aftas (infección por Candida albicans)
- Mycoplasma genitalium (uretritis no gonocóccica)
- retrovirus como el VIH, el HTLV o el XMRV
- ureaplasma
- condiloma acuminata (verrugas genitales), causada por el virus del papiloma humano

### Infecciones transmitidas principalmente por vía sexual
- chancroide
- donovanosis o granuloma inguinal
- ftiriasis (ladillas)
- herpesvirus (ocho tipos conocidos)
- infección gonocóccica del tracto genitourinario
- sífilis congénita, sífilis temprana y sífilis tardía
- tricomoniasis

### Infecciones ocasionalmente transmitidas por vía sexual
Muchas infecciones de transmisión no sexual también pueden transmitirse por vía sexual, considerando el nivel de intimidad de la pareja:
- campilobacteriosis
- citomegalovirus
- criptosporidiosis
- Gardnerella vaginalis (también Haemophilus)
- giardiasis
- hepatitis B
- infección por hongos
- listeriosis
- meningococemia
- micoplasmas genitales
- molusco contagioso
- virus del papiloma humano (VPH)
- salmonelosis
- micobacteriosis
- sarna
- vaginitis
- vaginosis bacteriana
- hepatitis C

## Infertilidad
Las infecciones de transmisión sexual (ITS) pueden provocar graves problemas de infertilidad tanto en mujeres como en hombres si no se detectan y tratan a tiempo. Normalmente, la esterilidad causada por las ITS se debe a factores de diversa naturaleza que en conjunto impiden la fecundación o el posterior embarazo. 
Los microorganismos que, de forma más común, provocan alteraciones de la fertilidad masculina y femenina son clamidia, gonorrea, micoplasma, ureaplasma, sífilis, herpes, VPH, VIH, tricomoniasis, etc.

### Consecuencias en la salud reproductiva de la mujer
Las enfermedades de transmisión sexual son la causa prevenible más común de infertilidad femenina.
Las infecciones de transmisión sexual como la clamidia y la gonorrea pueden llevar a la mujer a padecer una enfermedad inflamatoria pélvica (EIP). Estas patologías son procesos inflamatorios localizados en la parte alta del aparato genital femenino, como las trompas, los ovarios, el útero y, en ocasiones, otras zonas como los ligamentos. Las EIP se suelen dar en mujeres con una edad comprendida entre los 15 y los 39 años, y son uno de los principales motivos de infertilidad por factor tubárico.
Los efectos y manifestaciones clínicas de las ITS sobre la salud reproductiva femenina son los siguientes:
- Inflamación crónica de las trompas de Falopio o salpingitis
- Obstrucción de las trompas de Falopio por formación de adherencias o acumulación de líquido en el interior (hidrosálpinx). Este daño es una de las principales causas de infertilidad tubárica en mujeres jóvenes.
- Cambios en el moco cervical que impiden el movimiento de los espermatozoides
- Inflamación crónica del endometrio o endometritis: Las infecciones prolongadas, como las causadas por la clamidia, pueden inflamar el revestimiento del útero (endometrio), afectando la capacidad del embrión para implantarse y desarrollarse.
- Riesgo de abortos espontáneos: Las ETS no solo afectan la fertilidad directamente, sino que también aumentan el riesgo de complicaciones durante el embarazo, como abortos espontáneos, partos prematuros o infecciones neonatales.

Estas afecciones relacionadas con las infecciones de transmisión sexual (ITS) tienen un impacto directo sobre la fertilidad femenina. La inflamación crónica de las trompas de Falopio y el hidrosálpinx pueden bloquear el paso del óvulo hacia el útero, aumentando el riesgo de infertilidad y embarazo ectópico. Las adherencias y cicatrices en las trompas interfieren con la captación del óvulo durante la ovulación, mientras que la endometritis crónica puede dificultar la implantación del embrión en el útero. Además, los cambios en el moco cervical pueden actuar como una barrera física que impide el movimiento de los espermatozoides, reduciendo la probabilidad de concepción. La detección temprana y el tratamiento adecuado de las ITS son esenciales para prevenir daños irreversibles en el sistema reproductivo.

### Consecuencias en la salud reproductiva del hombre
Al igual que en las mujeres, la gonorrea, la clamidia y el micoplasma son las tres infecciones más frecuentes que producen daño en el aparato reproductor masculino.
Las ETS en los hombres pueden provocar inflamación de los testículos, la próstata y el epidídimo, además de otras afecciones en la uretra. Como resultado, el varón puede presentar un líquido seminal alterado, con variación de pH, aglutinación de espermatozoides, etc.
Algunos de los síntomas más frecuentes de estas infecciones son el dolor, la secreción de pus por la uretra y el ardor al orinar, aunque en un 50% de los casos son asintomáticas.
Estas y otras manifestaciones clínicas de las ETS en los hombres se detallan a continuación:
- Orquitis, prostatitis y epididimitis
- Espermatogénesis alterada
- Obstrucción de las vías seminales
- Fragmentación del ADN espermático
- Alteración de la movilidad y morfología de los espermatozoides
- Formación de anticuerpos antiespermatozoides y aglutinación espermática[10]

## En la cultura popular

### En el cine
- Philadelphia (Estados Unidos, 1993), dirigida por Jonathan Demme.
- And the Band Played On (Estados Unidos, 1993), dirigida por Roger Spottiswoode.
- Gia (Estados Unidos, 1998), dirigida por Michael Cristofer.
- The Normal Heart (Estados Unidos, 2014), de Ryan Murphy.